# Tenno Sho
Le Tennō Shō (天皇賞, "Coupe de l'Empereur") est une épreuve hippique de plat se déroulant deux fois par an, au printemps et à l'automne, sur deux distances et deux hippodromes différents, sur l'hippodrome de Kyoto au printemps, et sur celui de Tokyo à l'automne. Créée en 1905, cette double épreuve labellisée groupe 1 a trouvé sa formule actuelle en 1938. C'est l'une des compétitions les plus importantes des courses hippiques japonaises.

## Printemps
Groupe 1
La version printanière du Tennō Shō, qui se déroule à Kyoto fin avril ou début mai, est exclusivement réservée aux chevaux d'âge (4 ans et plus), tandis que la saison classique des 3 ans bat son plein. C'est une épreuve de longue haleine disputée sur 3 200 mètres, ce qui en fait le groupe 1 le plus long du calendrier japonais. Mais le rythme est très élevé puisque le temps moyen de la période 1990-2018 s'établit à 3'16"70, à comparer avec les 3'21"10 de la Melbourne Cup australienne, elle aussi disputée sur 3 200 m. Le record de la course, établi en 3'12"50 par le champion Kitasan Black en 2017, est aussi le record du monde de la distance.

### Palmarès depuis 1990
| Année | Vainqueur      | S/A | Père           | Jockey             | Entraîneur          | Propriétaire              | Deuxième        | Troisième         | Temps   |
| ----- | -------------- | --- | -------------- | ------------------ | ------------------- | ------------------------- | --------------- | ----------------- | ------- |
| 2025  | Redentor       | M.4 | Rulership      | Damian Lane        | Tetsuya Kimura      | U Carrot Farm Co. Ltd     | Byzantine Dream | Shonan La Punta   | 3'14"00 |
| 2024  | T O Royal      | M.6 | Leontes        | Yuji Hishida       | Inao Okada          | Tomoya Ozasa              | Blow The Horn   | Deep Bond         | 3'14"20 |
| 2023  | Justin Palace  | M.4 | Deep Impact    | Christophe Lemaire | Haruki Sugiyama     | Masahiro Miki             | Deep Bond       | Silver Sonic      | 3'16"10 |
| 2022  | Titleholder    | M.4 | Duramente      | Kazuo Yokoyama     | Toru Kurita         | Hiroshi Yamada            | Deep Bond       | T O Royal         | 3'16"20 |
| 2021* | World Premiere | M.5 | Deep Impact    | Yuichi Fukunaga    | Yasuo Tomomichi     | Ryoichi Otsuka            | Deep Bond       | Curren Bouquetdor | 3'14"70 |
| 2020  | Fierement      | M.5 | Deep Impact    | Christophe Lemaire | Takahisa Tezuka     | Sunday Racing             | Stiffelio       | Mikki Swallow     | 3'16"50 |
| 2019  | Fierement      | M.4 | Deep Impact    | Christophe Lemaire | Takahisa Tezuka     | Sunday Racing             | Glory Vase      | Perform A Promise | 3'15"00 |
| 2018  | Rainbow Line   | M.5 | Stay Gold      | Yasunari Iwata     | Hidekazu Asami      | Masahiro Mita             | Cheval Grand    | Clincher          | 3'16"20 |
| 2017  | Kitasan Black  | M.5 | Black Tide     | Yutaka Take        | Hisashi Shimizu     | Ono Shoji                 | Cheval Grand    | Satono Diamond    | 3'12"50 |
| 2016  | Kitasan Black  | M.4 | Black Tide     | Yutaka Take        | Hisashi Shimizu     | Ono Shoji                 | Curren Mirotic  | Cheval Grand      | 3'15"30 |
| 2015  | Gold Ship      | M.6 | Stay Gold      | Norihiro Yokoyama  | Naosuke Sugai       | Kobayashi Eiichi Holdings | Fame Game       | Curren Mirotic    | 3'14"70 |
| 2014  | Fenomeno       | M.5 | Stay Gold      | Masayoshi Ebina    | Hirofumi Toda       | Sunday Racing Co. Ltd     | Win Variation   | Hokko Brave       | 3'15"10 |
| 2013  | Fenomeno       | M.4 | Stay Gold      | Masayoshi Ebina    | Hirofumi Toda       | Sunday Racing Co. Ltd     | Tosen Ra        | Red Cadeaux       | 3'14"20 |
| 2012  | Beat Black     | M.5 | Miscast        | Syu Ishibashi      | Hitoshi Nakamura    | Koji Maeda                | Tosen Jordan    | Win Variation     | 3'13"80 |
| 2011  | Hiruno d'Amour | M.4 | Manhattan Cafe | Shinji Fujita      | Mitsugu Kon         | Hashimoto Bokujo          | Eishin Flash    | Namura Crescent   | 3'20"60 |
| 2010  | Jaguar Mail    | M.6 | Jungle Pocket  | Craig Williams     | Noriyuki Hori       | Ken Yoshida               | Meiner Kitz     | Meisho Dontaku    | 3'15"70 |
| 2009  | Meiner Kitz    | M.6 | Chief Bearhart | Masami Matsuoka    | Sakae Kunieda       | Ruffian Thoroughbred Club | Al Nasrain      | Dream Journey     | 3'14"40 |
| 2008  | Admire Jupiter | M.5 | French Deputy  | Yasunari Iwata     | Yasuo Tomomichi     | Riichi Kondo              | Meisho Samson   | Asakusa Kings     | 3'15"10 |
| 2007  | Meisho Samson  | M.4 | Opera House    | Mamoru Ishibashi   | Shigetada Takahashi | Yoshio Matsumoto          | Erimo Expire    | Tokai Trick       | 3'14"10 |
| 2006  | Deep Impact    | M.4 | Sunday Silence | Yutaka Take        | Yasuo Ikee          | Makoto Kaneko             | Lincoln         | Stratagem         | 3'13"40 |
| 2005  | Suzuka Mambo   | M.4 | Sunday Silence | Katsumi Ando       | Mitsuru Hashida     | Keiji Nagai               | Big Gold        | Eye Popper        | 3'16"50 |
| 2004  | Ingrandire     | M.5 | White Muzzle   | Norihiro Yokoyama  | Yoshinami Shimizu   | Chizu Yoshida             | Zenno Rob Roy   | Silk Famous       | 3'18"40 |
| 2003  | Hishi Miracle  | M.4 | Soccer Boy     | Koichi Tsunoda     | Masaru Sayama       | Masaichiro Abe            | Sunrise Jaeger  | Daitaku Bertram   | 3'17"00 |
| 2002  | Manhattan Cafe | M.4 | Sunday Silence | Masayoshi Ebina    | Futoshi Kojima      | Ken Nishikawa             | Jungle Pocket   | Narita Top Road   | 3'19"50 |
| 2001  | T M Opera O    | M.5 | Opera House    | Ryuji Wada         | Ichizo Iwamoto      | Masatsugu Takezono        | Meisho Doto     | Narita Top Road   | 3'16"20 |
| 2000  | T M Opera O    | M.4 | Opera House    | Ryuji Wada         | Ichizo Iwamoto      | Masatsugu Takezono        | Rascal Suzuka   | Narita Top Road   | 3'17"60 |
| 1999  | Special Week   | M.4 | Sunday Silence | Yutaka Take        | Toshiaki Shirai     | Hiroyoshi Usuda           | Mejiro Bright   | Seiun Sky         | 3'17"10 |
| 1998  | Mejiro Bright  | M.4 | Mejiro Ryan    | Hiroshi Kawachi    | Hidekazu Asami      | Mejiro Stud               | Stay Gold       | Rosen Kavalier    | 3'15"30 |
| 1997  | Mayano Top Gun | M.5 | Brian's Time   | Seiki Tabara       | Masahiro Sakaguchi  | Yuu Tadokoro              | Sakura Laurel   | Marvelous Sunday  | 3'14"40 |
| 1996  | Sakura Laurel  | M.5 | Rainbow Quest  | Norihiro Yokoyama  | Katsutarou Sakai    | Sakura Commerce           | Narita Brian    | Hokkai Rousseau   | 3'17"80 |
| 1995  | Rice Shower    | M.6 | Real Shadai    | Hitoshi Matoba     | Yoshitsugu Iizuka   | Hide Kurabayashi          | Stage Champ     | Hagino Real King  | 3'19"90 |
| 1994  | Biwa Hayahide  | M.4 | Sharrood       | Yukio Okabe        | Mitsumasa Hamada    | Biwa Co Ltd               | Narita Taishin  | Monsieur Siecle   | 3'22"60 |
| 1993  | Rice Shower    | M.4 | Real Shadai    | Hitoshi Matoba     | Yoshitsugu Iizuka   | Hide Kurabayashi          | Mejiro McQueen  | Mejiro Palmer     | 3'17"10 |
| 1992  | Mejiro McQueen | M.5 | Mejiro Titan   | Yutaka Take        | Yasuo Ikee          | Mejiro Stud               | Kamino Cresse   | Ibuki Maikagura   | 3'20"00 |
| 1991  | Mejiro McQueen | M.4 | Mejiro Titan   | Yutaka Take        | Yasuo Ikee          | Mejiro Stud               | Mr Adams        | Osumi Shadai      | 3'18"80 |
| 1990  | Super Creek    | M.5 | No Attention   | Yutaka Take        | Syuuzi Itou         | Makoto Kaneko             | Inari One       | Kashima Wing      | 3'21"90 |

*L'édition 2021 s'est disputée sur l'hippodrome de Hanshin en raison de travaux sur le site de Kyoto.

### Vainqueurs précédents
- 1938 - Hase Park
- 1939 - Sugenuma
- 1940 - Toki no Chikara
- 1941 - Marutake
- 1942 - Minami Mor[3]
- 1943 - Grand Lite
- 1944 - Hiro Sakura
- 1945 - Non courue
- 1946 - Non courue
- 1947 - Olite[4]
- 1948 - Cyma[5]
- 1949 - Miharu O
- 1950 - Owens
- 1951 - Takakura Yama
- 1952 - Mitsuhata
- 1953 - Leda
- 1954 - Hakuryou
- 1955 - Taka O
- 1956 - Meiji Hikari
- 1957 - Kitano O
- 1958 - Onward There
- 1959 - Tosa O
- 1960 - Kuripero
- 1961 - Yamanin More[6]
- 1962 - Onslaught[7]
- 1963 - Korehisa
- 1964 - Hikaru Pola[8]
- 1965 - Asahoko
- 1966 - Hakuzuikou
- 1967 - Speed Symboli
- 1968 - Hikarutakai
- 1969 - Takeshiba O
- 1970 - Riki Eikan
- 1971 - Mejiro Musashi
- 1972 - Bell Wide
- 1973 - Tai Tehm[9]
- 1974 - Take Hope
- 1975 - Ichifuji Isami
- 1976 - Erimo George
- 1977 - Ten Point
- 1978 - Green Grass
- 1979 - Kashuu Chikara
- 1980 - Nichidou Taro
- 1981 - Katsura no Haiseiko
- 1982 - Monte Prince
- 1983 – Amber Shadai
- 1984 – Monte Fast
- 1985 - Symboli Rudolf
- 1986 - Kushiro King
- 1987 - Miho Shinzan
- 1988 - Tamamo Cross
- 1989 - Inari One

## Automne
Groupe 1
La version automnale du Tennō Shō, disputée fin octobre sur l'hippodrome de Fuchu, se déroule quant à elle sur 2 000 mètres. C'est le premier volet de la triple couronne d'automne, avant la Japan Cup et l'Arima Kinen. À l'origine, la distance était la même que le Tennō Shō du printemps, 3 200 mètres, mais elle a été raccourcie pour être plus favorable aux chevaux de distances intermédiaires et se distinguer du Kikuka Sho, le St Léger japonais, troisième épreuve de la Triple couronne des 3 ans, couru sur 3 000 mètres. Le Tennō Shō du printemps est donc la première occasion d'un affrontement entre les 3 ans et leurs aînés. Dans l'édition 2023, Equinox abaisse le record du monde des 2 000 mètres en 1'55"20.

### Palmarès depuis 1990
| Année | Vainqueur         | S/A | Père                | Jockey               | Entraîneur          | Propriétaire           | Deuxième          | Troisième         | Temps   |
| ----- | ----------------- | --- | ------------------- | -------------------- | ------------------- | ---------------------- | ----------------- | ----------------- | ------- |
| 2024  | Do Deuce          | M.5 | Heart's Cry         | Yutaka Take          | Yasuo Tomomichi     | Kieffers Co. Ltd       | Tastiera          | Ha O Biscuits     | 1'57"30 |
| 2023  | Equinox           | M.4 | Kitasan Black       | Christophe Lemaire   | Tetsuya Kimura      | Silk Racing            | Justin Palace     | Prognonsis        | 1'55"20 |
| 2022  | Equinox           | M.3 | Kitasan Black       | Christophe Lemaire   | Tetsuya Kimura      | Silk Racing            | Panthalassa       | Danon Beluga      | 1'57"50 |
| 2021  | Efforia           | M.3 | Epiphaneia          | Takeshi Yokoyama     | Yuichi Shikato      | U Carrot Farm          | Contrail          | Gran Alegria      | 1'57"90 |
| 2020  | Almond Eye        | F.5 | Lord Kanaloa        | Christophe Lemaire   | Sakae Kunieda       | Silk Racing            | Fierement         | Chrono Genesis    | 1'57"80 |
| 2019  | Almond Eye        | F.4 | Lord Kanaloa        | Christophe Lemaire   | Sakae Kunieda       | Silk Racing            | Danon Premium     | Aerolithe         | 1'56"20 |
| 2018  | Rey de Oro        | M.4 | King Kamehameha     | Christophe Lemaire   | Kazuo Fujisawa      | U Carrot Farm          | Sungrazer         | Kiseki            | 1'56"80 |
| 2017  | Kitasan Black     | M.5 | Black Tide          | Yutaka Take          | Hisashi Shimizu     | Ono Shoji              | Satono Crown      | Rainbow Line      | 2'08"30 |
| 2016  | Maurice           | M.5 | Screen Hero         | Ryan Moore           | Noriyuki Hori       | Kazumi Yoshida         | Real Steel        | Stephanos         | 1'59"30 |
| 2015  | Lovely Day        | M.5 | King Kamehameha     | Suguru Hamanaka      | Yasutoshi Ikee      | Kaneko Makoto Holdings | Staphanos         | Isla Bonita       | 1'58"40 |
| 2014  | Spielberg         | M.5 | Deep Impact         | Hiroshi Kitamura     | Kazuo Fujisawa      | Hidetoshi Yamamoto     | Gentildonna       | Isla Bonita       | 1'59"70 |
| 2013  | Just A Way        | M.4 | Heart's Cry         | Yuichi Fukunaga      | Naosuke Sugai       | Akatsuki Yamatoya      | Gentildonna       | Eishin Flash      | 1'57"50 |
| 2012  | Eishin Flash      | M.5 | King's Best         | Mirco Demuro         | Hideaki Fujiwara    | Toyomitsu Hirai        | Fenomeno          | Rulership         | 1'57"30 |
| 2011  | Tosen Jordan      | M.5 | Jungle Pocket       | Nicola Pinna         | Yasutoshi Ikee      | Takaya Shimakawa       | Dark Shadow       | Pelusa            | 1'56"10 |
| 2010  | Buena Vista       | F.4 | Special Week        | Christophe Soumillon | Hiroshi Matsuda     | Sunday Racing Co Ltd   | Pelusa            | Earnestly         | 1'58"20 |
| 2009  | Company           | M.8 | Miracle Admire      | Norihiro Yokoyama    | Hidetaka Otonashi   | Eiko Kondou            | Screen Hero       | Vodka             | 1'57"20 |
| 2008  | Vodka             | F.4 | Tanino Gimlet       | Yutaka Take          | Katsuhiko Sumii     | Yuzo Tanimizu          | Daiwa Scarlet     | Deep Sky          | 1'57"20 |
| 2007  | Meisho Samson     | M.4 | Opera House         | Yutaka Take          | Shigetada Takahashi | Yoshio Matsumoto       | Agnes Ark         | Company           | 1'58"40 |
| 2006  | Daiwa Major       | M.5 | Sunday Silence      | Katsumi Ando         | Hiroyuki Uehara     | Keizou Ooshiro         | Swift Current     | Admire Moon       | 1'58"80 |
| 2005  | Heavenly Romance  | F.5 | Sunday Silence      | Mikio Matsunaga      | Masashi Yamamoto    | Nosohiruzu Management  | Zenno Rob Roy     | Dance In The Mood | 2'00"10 |
| 2004  | Zenno Rob Roy     | M.4 | Sunday Silence      | Olivier Peslier      | Kazuo Fujisawa      | Shinobu Oohasa         | Dance In The Mood | Admire Groove     | 1'58"90 |
| 2003  | Symboli Kris S    | M.4 | Kris S              | Olivier Peslier      | Kazuo Fujisawa      | Symboli Stud           | Tsurumaru Boy     | Tenzan Seiza      | 1'58"00 |
| 2002  | Symboli Kris S    | M.3 | Kris S              | Yukio Okabe          | Kazuo Fujisawa      | Symboli Stud           | Narita Top Road   | Sunrise Pegasus   | 1'58"50 |
| 2001  | Agnes Digital     | M.4 | Crafty Prospector   | Hirofumi Shii        | Toshiaki Shirai     | Takao Watanabe         | T M Opera O       | Meisho Doto       | 2'02"00 |
| 2000  | T M Opera O       | M.4 | Opera House         | Ryuji Wada           | Ichizo Iwamoto      | Masatsugu Takezono     | Meisho Doto       | Tunante           | 1'59"90 |
| 1999  | Special Week      | M.4 | Sunday Silence      | Yutaka Take          | Toshiaki Shirai     | Hiroyoshi Usuda        | Stay Gold         | Air Jihad         | 1'58"00 |
| 1998  | Offside Trap      | M.7 | Tony Bin            | Yoshitomi Shibata    | Shuho Kato          | Takao Watanabe         | Stay Gold         | Sunrise Flag      | 1'59"30 |
| 1997  | Air Groove        | F.4 | Tony Bin            | Yutaka Take          | Yasunori Ito        | Lucky Field Co Ltd     | Bubble Gum Fellow | Genuine           | 1'59"00 |
| 1996  | Bubble Gum Fellow | M.3 | Sunday Silence      | Masayoshi Ebina      | Kazuo Fujisawa      | Shadai Racehorse       | Mayano Top Gun    | Sakura Laurel     | 1'58"70 |
| 1995  | Sakura Chitose O  | M.5 | Tony Bin            | Hutoshi Kozima       | Katsutarao Sakai    | Sakura Commerce        | Genuine           | Ayrton Symboli    | 1'58"80 |
| 1994  | Nehai Caesar      | M.4 | Sakura Toko         | Shiomura Katsumi     | Akira Huse          | Daimaru                | Sekitei Ryu O     | Royce And Royce   | 1'58"60 |
| 1993  | Yamanin Zephyr    | M.4 | Nihon Pillow Winner | Masao Shibata        | Hiromu Kurita       | Tadashi Doi            | Sekitei Ryu O     | Wish Dream        | 1'58"90 |
| 1992  | Let's Go Tarquin  | M.5 | Targowice           | Akikasu Osaki        | K Hashiguchi        | Diners Club Japan      | Movie Star        | Yamanin Global    | 1'58"60 |
| 1991  | Prekrasnie*       | M.4 | Crystal Palace      | Teruo Eda            | Terumaso Yano       | Tazima Nirou Sakai     | Carib Song        | Kamino Cresse     | 2'03"90 |
| 1990  | Yaeno Muteki      | M.5 | Yamaninsky          | Yukio Okabe          | Mitsuo Ogino        | Fuji Co                | Mejiro Ardan      | Bamboo Memory     | 1'58"20 |

*Mejiro McQueen remporta cette édition, mais fut rétrogradé après enquête des commissaires pour avoir gêné ses adversaires.

### Vainqueurs précédents
- 1937 – Happy Might
- 1938 - Hisatomo
- 1939 - Tetsumon
- 1940 – Rocky Mor[10]
- 1941 - Estates
- 1942 - Ni Patois
- 1943 - Kuri Hikari
- 1944 - Non courue
- 1945 - Non courue
- 1946 - Non courue
- 1947 - Toyo Ume
- 1948 - Katsu Fuji
- 1949 - Newford
- 1950 - Yashima Daughter
- 1951 - Hatakaze
- 1952 - Track O
- 1953 - Queen Narubi
- 1954 - Opal Orchid[11]
- 1955 - Dainana Hoshu
- 1956 - Midfarm
- 1957 - Hakuchikara
- 1958 - Cellulose[12]
- 1959 - Garnet
- 1960 - Ote Mon
- 1961 - Takamagahara
- 1962 - Kurihide
- 1963 - Ryu Forel
- 1964 - Yamato Kyodai
- 1965 - Shinzan
- 1966 - Korehide
- 1967 - Kabuto Ciro
- 1968 - Knit Eight
- 1969 - Mejiro Taiyo
- 1970 - Mejiro Asama
- 1971 - Tomei
- 1972 - Yamanin Wave
- 1973 - Tani no Chikara
- 1974 - Kami no Tesio
- 1975 - Fujino Parthia
- 1976 - Eyeful
- 1977 - Hokuto Boy
- 1978 - Tenmei
- 1979 - Three Giants
- 1980 - Pretty Cast
- 1981 - Hoyo Boy
- 1982 - Mejiro Titan
- 1983 - Kyoei Promise
- 1984 - Mr. C.B.
- 1985 - Gallop Dyna
- 1986 - Sakura Yutaka O
- 1987 - Nippo Teio
- 1988 - Tamamo Cross
- 1989 - Super Creek